# البعثة الغريغورية

خريطة تبين انتشار شعوب بريطانيا المختلفة حوالي عام 600م: البريتون في الغرب (وهم من شعوب القلط)، النورثمبريون في الشمال، المرسيون في الوسط، السكسون والأنجل في شرق الوسط. وثمة شعوب أخرى أصغر كانت موجودة.

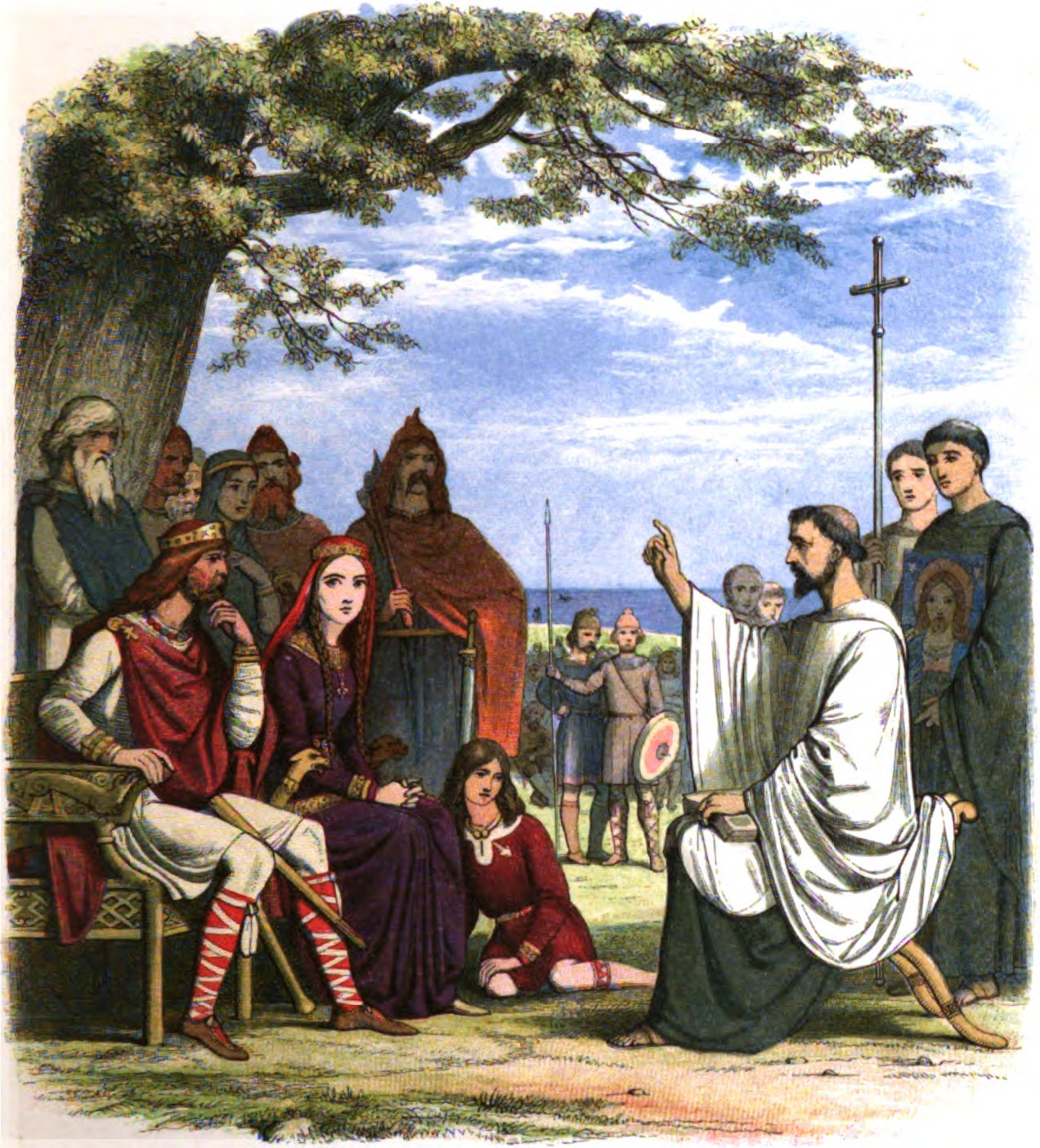
أغسطينوس يدعو الملك إيثلبيرت للمسيحية.

البعثة الغريغورية أو البعثة الميلادي[بحاجة لمصدر] وتعرف أحيانا باسم بعثة أوغستين ، كانت هذا الحملة التبشيرية في نهاية القرن السادس ، بعث بها البابا غريغوري ، إلى إنجلترا 596 م لإيفاد مجموعة من رجال الدين برئاسة الراهب أوغستين كانتربري أو بما يعرف أوغسطين الرومي ، بهدف تحويلهم الأنجلوساكسون إلى المسيحية وإقامة كنائس وابرشيات جديدة وإعادة الهيمنة المسيحية التي اختفت بعد تأسيس، في بريطانيا العظمى وبوفاة آخر مبشريها في 653 م ، تمكنت البعثة من تمكين المسيحية في جنوب بريطانيا , بمساعدة من المبشرين أيرلندا وفرنجة في الشمال وتعزز النفوذ المبشرين البعثة الهيبرينية-الاسكتلندية في القارة الأوروبية خلال العصور الوسطى
إثر انسحاب قوات الإمبراطورية الرومانية من مقاطعة من بريتانيا في 410 م ، عندما تراجعت إمبراطوريتهم، غادر الرومان الجزيرة ، للدفاع عن حدودها في أوروبا القارية أصبحت بريطانيا مفتوحة للغزو من جانب الوثنية ، والمحاربين البحريين مثل الساكسون والجوتس الذين سيطروا على المناطق المحيطة بالجنوب الشرقي.
تم أجزاء من الجزيرة مستعمرة من قبل القبائل الجرمانية الوثنية أنه في نهاية هذا القرن، يبدو أن سيطرت على كينت والمناطق الساحلية الأخرى. في نهاية القرن السادس الميلادي، أرسل البابا غريغوري مجموعة من المبشرين إلى كينت لتحويل والملك، وزوجته، بيرثا من كينت ، الأميرة كانت صريحة وممارسة المسيحي.وكان أوغسطين وأسقف من دير البابا نفسه في روما ، وغريغوري مهدت الطريق لهذه المهمة النبيلة لطلب مساعدة فرنك - المسيحيين - على طول الطريق من أوغسطين.